# Грузинский военный контингент в Афганистане
Военный контингент Грузии в Афганистане — подразделение вооружённых сил Грузии, созданное в 2004 году. В 2004 - 2014 гг. действовало в составе сил ISAF.

## История
В мае 2002 года США начали военную подготовку военнослужащих грузинской армии по программе "Обучение и оснащение" для участия в операциях за границами страны во взаимодействии с войсками стран НАТО.
Первое подразделение — усиленный взвод 16-го горного батальона (50 военнослужащих) было направлено в августе 2004 года и передано в подчинение немецкого военного контингента. Продолжительность службы составляла шесть месяцев, в дальнейшем проводилась ротация личного состава.
В августе 2009 года численность контингента была увеличена - в Афганистан прибыл пехотный батальон.
В ноябре 2009 года 173 грузинских военнослужащих 23-го пехотного батальона были переданы в оперативное подчинение французским военным и размещены на базе "Camp Warehouse" в Кабуле.
В 2010 году численность войск была вновь увеличена, прибывший в страну пехотный батальон был размещён в провинции Гильменд.
По состоянию на 6 июля 2011 года, 1019 грузинских военнослужащих были награждены медалями, четверо — орденом Вахтанга Горгасали 3-й степени.
Осенью 2012 года ещё один прибывший в страну грузинский батальон был размещён в провинции Гильменд.
По состоянию на 1 августа 2013 года, численность контингента составляла 1561 военнослужащих.
26 сентября 2013 года на военной базе "Shorabak" была открыта военная школа (Regional Corps Battle school), в которой американские, британские и грузинские инструкторы начали подготовку военнослужащих афганской армии. Грузинские военнослужащие обучали военнослужащих 215-го армейского корпуса афганской армии.
Только в период до 24 марта 2014 года в войне в Афганистане приняли участие 11 тысяч грузинских военнослужащих.
15 июля 2014 года грузинские войска были выведены из провинции Гильменд.
25 декабря 2014 года правительство Грузии официально объявило, что грузинский контингент в количестве 870 военнослужащих (один батальон и одна рота) останется в Афганистане. При этом, в соответствии с соглашением с НАТО, именно Грузия должна была нести полную финансовую ответственность за обеспечение грузинского контингента продуктами питания, горючим, обмундированием, оружием, медицинским обслуживанием, а также денежные выплаты личному составу.
28 декабря 2014 года командование НАТО объявило о том, что операция "Несокрушимая свобода" в Афганистане завершена. Тем не менее, боевые действия в стране продолжались и иностранные войска остались в стране - в соответствии с начатой 1 января 2015 года операцией «Решительная поддержка», хотя общая численность войск была уменьшена.
В июле 2018 года численность военного контингента Грузии составляла 870 военнослужащих.
В июне 2019 года численность военного контингента Грузии составляла 870 военнослужащих.
В феврале 2021 года численность военного контингента Грузии составляла 860 военнослужащих.
14 апреля 2021 года президент США Джо Байден объявил о планах начала вывода американских войск из Афганистана в мае 2021 с завершением этого процесса к 11 сентября 2021 года. 15 апреля 2021 года премьер-министр Грузии Ираклий Гарибашвили сообщил, что грузинские войска покинут Афганистан, но вывод грузинского контингента из Афганистана будет происходить по согласованному с НАТО графику и в координации с США.
28 июня 2021 года Грузия завершила эвакуацию войск и участие в операции (последними покинули страну военнослужащие 32-го легкопехотного батальона 3-й пехотной бригады).
15-16 августа 2021 года талибы окружили и заняли Кабул. В это время на территории страны остались 23 гражданина Грузии, работавшие контрактниками стран НАТО, для их эвакуации из Грузии в аэропорт Кабула был отправлен самолёт.

## Результаты
В операции в Афганистане с 2004 до 28 июня 2021 года приняли участие 20 тыс. военнослужащих Грузии.
По официальным данным министерства обороны Грузии, всего в период с начала участия в военной операции до 6 сентября 2017 года в Афганистане погибли 32 военнослужащих Грузии. Количество раненых в период с начала операции до 17 июля 2014 года составило 435 человек.
18 августа 2015 года на встрече с министром обороны США Эштоном Картером министр обороны Грузии Т. Хидашели сообщила, что только в период с 2010 года до конца апреля 2015 года в Афганистане были ранены 274 военнослужащих Грузии, однако потери имели место и в последующее время.
Также имели место потери заболевшими (в период до 17 июля 2020 года было выявлено 38 заболевших COVID-19, отправленных на лечение в военный госпиталь в Гори).
В перечисленные выше потери не включены сведения о финансовых расходах на участие в войне, потерях в технике, вооружении и ином военном имуществе грузинского контингента в Афганистане.